# Smíšená inhibice

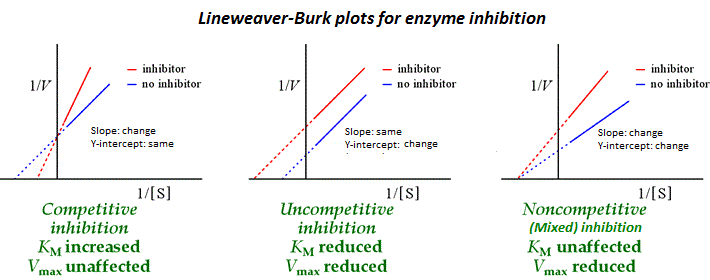

Smíšená inhibice je druh inhibice enzymů, kdy se inhibitor může na enzym navázat, ať už na něj je nebo není napojený substrát, ale substrát má k jednomu ze stavů větší afinitu než ke druhému.
Jako „smíšená“ se tato inhibice označuje, protože spojuje prvky kompetitivní inhibice, kde se inhibitor může navázat pouze, když není navázaný substrát, a akompetitivní inhibice, kde se inhibitor může navázat jen když je na enzym navázán i substrát. Pokud se inhibitor na enzym navazuje se stejnou účinností, ať už substrát je, nebo není navázán, pak jde o nekompetitivní inhibici; nekompetitivní inhibici lze tak považovat za zvláštní případ smíšené inhibice.
Při smíšené inhibici se inhibitor váže na alosterické místo, tedy mimo aktivní místo , kam se navazuje substrát; ne všechny inhibitory navazující se na alosterická místa jsou ale smíšené inhibitory. 
Smíšená inhibice může vyvolat:
- Pokles zdánlivé afinity enzymu vůči substrátu (zdánlivá hodnota Km se zvyšuje) - v případech, kdy se inhibitor přednostně váže na volný enzym; tento způsob je blíže akompetitivní inhibici.
- Nárůst zdánlivé afinity enzymu vůči substrátu (Km se zdánlivě snižuje) - jestliže se inhibitor přednostně váže na komplex enzym-substrát; tento způsob je blíže akompetitivní inhibici.

V obou případech klesá maximální rychlost reakce ({\displaystyle V_{max}^{\text{app}}<V_{max}}).
Z matematického hlediska nastává smíšená inhibice, pokud jsou oba parametry α a α’ v rovnici Michaelise-Mentenové (první odpovídá kompetitivní a druhý akompetitivní inhibici) jsou oba větší než 1.
Jestliže platí α = α’, pak nastává nekompetitivní inhibice, kde se {\displaystyle V_{max}^{app}} snižuje a {\displaystyle K_{m}} nemění. Takovéto inhibice jsou neobvyklé.

## V biologii
Při glukoneogenezi přeměňuje cystolická fosfoenolpyruvátkarboxykináza za přítomnosti guanosintrifosfátu oxalacetát na fosfoenolpyruvát. Tato reakce se vyskytuje pouze v glukoneogenezi. Cystolická fosfoenolpyruvátkarboxykináza (cPEPCK) je regulována genisteinem, izoflavonem nacházejícím se v řadě rostlin.
Bylo zjištěno, že přítomnost genisteinu snižuje hladinu cukru v krvi. Mechanismus inhibice cPEPCK genisteinem byl dále zkoumán. Nejprve byla na cPEPCK navázána kyselinu 3-merkaptopropionovou, o níž již bylo známo, že enzym inhibuje. Výsledky byly srovnávány s fosfoenolpyruvátkarboxykinázou s genisteinem, po čemž bylo zjištěno, že se jedná o smíšenou inhibici. cPEPCK při katalýze tvorby fosfoenolpyruvátu projde několika konfiguracemi; může být volná, vázaná na GDP, nebo vázaná na GTP. Geinstein se nejsnáze navazuje na cPEPCK s navázaným GTP, jeho komplex s enzymem s GDP je méně stálý. Genistein se váže na stejné místo jako žádoucí substrát, oxalacetát, což u jiných konfigurací nelze. Tímto bylo potvrzeno, že inhibice cPEPCK genisteinem spojuje kompetitivní a nekompetitivní inhibici.
Mezi serinové proteázy patří také kalikreiny, skupina 15 enzymů (označovaných KLK1 až KLK15) vyskytujících se v lidských tkáních. Štěpení bílkovin tímto enzymem vede k aktivaci receptorů na površích buněk, kalikreiny jsou tak důležitými součástmi řady signálních drah a jejich zesilování. Serinové proteázy z této skupiny se často využívají jako biologické značky onemocnění, a bývají tak častými cíli inhibic.
Inhibice těchto kalikreinů by mohla být využita například k léčbě metastazujících nádorů nebo Alzheimerovy nemoci. Rostlinný biflavonoid fukugetin ((+)-moreloflavon), byl v různých koncentracích přidáván ke KLK1, KLK2, KLK3, KLK4, KLK5, KLK6, a KLK7, což umožnilo zkoumání kinetiky enzymů odvozováním parametrů Km a Vmax. Prostřednictvím kinetiky Michaelise-Mentenové byl vytvořen Eadieův-Hofsteeův diagram, pomocí nějž se potvrdilo, že fukugetin je smíšeným inhibitorem, jelikož se jeho afinity k volnému enzymu a ke komplexu enzym-substrát liší. V průběhu analýzy u fukugetin klesala hodnota Vmax za současného nárůstu Km; při kompetitivní inhibici se Vmax nemění a Km roste, a u nekompetitivní inhibice Vmax klesá a Km se nemění. Skutečnost, že se měnily oba tyto parametry, ukazovala na smíšenou inhibici.